# 2021年中美高层阿拉斯加会谈
中美高层阿拉斯加会谈，又称阿拉斯加会谈、美中阿拉斯加对话、中美阿拉斯加对话、中美阿拉斯加会晤或阿拉斯加会晤，是指美国与中华人民共和国于2021年3月18日至2021年3月19日间进行的一场中国和美国高级别外交官的会谈，中方称属于“战略对话会议”，但遭到美国国务卿布林肯否认。举办地点为美国阿拉斯加州安克雷奇库克船长酒店。此次2+2對話，美方代表以國務卿安東尼·布林肯和國家安全顧問傑克·蘇利文為首；中方代表以中共中央政治局委員兼中央外事工作委員會辦公室主任楊潔篪和國務委員兼外交部長王毅為首。对话由三场会谈组成，是美国总统乔·拜登上任以来中美首次高层面对面会晤。另外此次对话没有准备任何饭局，这是以往中美高层会议所不曾有过的。

## 過程

### 首轮会谈开场白
3月18日，正式会议開始前，中美雙方同意，4名高官每人向中美各6名记者只作兩分鐘簡短、公開的開場白。美国国家安全顾问傑克·蘇利文表示：“美国不寻求冲突，但是欢迎激烈竞争，我们永远捍卫我们的原则，我们的人民，我们的朋友”。美國國務卿安東尼·布林肯指責中國破壞規則、威脅全球穩定，並表示：“美国将讨论中国在新疆、在香港、在台湾的行径，以及中国对美国的网络攻击，以及对美国友邦（澳大利亞）采取的经济胁迫。美国对此严重关切。”美國國務卿布林肯和白宮國安顧問蘇利文的講話發言各2分多鐘。
中共中央政治局委員兼中央外事工作委員會辦公室主任楊潔篪于开场白中先阐明了中方有关立场，然后指责美国利用军事力量和金融手段施壓其他國家，美國滥用自身的国家安全、威胁全球贸易。在中國內政方面，楊潔篪表示，新疆、香港及台湾是中国不可分割领土，中国坚决反对美国干涉中国内政；反觀非裔美国人在美国遭到杀害，美国应处理好自身事务，让中国管理自己的事情。杨洁篪的发言持续了17分钟。之后，外長王毅花了約4分鐘補充發言，並表示在對話前夕美國制裁中港24名官員，這根本不是待客之道。楊潔篪與王毅發言及翻譯時間各超過半小時。
布林肯在中方長時間發言後，要求記者暫時留下。布林肯和蘇利文兩人又各自簡單發言2分鐘。布林肯表示，美國重返世界，加強同盟，得到許多國家高度肯定，這些國家同樣也對中國的人權嚴重憂慮。蘇利文表示，一個自信的國家，能夠反省自己的缺點，持續不斷地尋求改進，這是美國的秘訣。
美方官員講話完畢，要求現場記者立即離開。凤凰网記者報道，楊潔篪質問美方為何害怕記者在場，並指美方驅趕記者證明美國不支持民主；楊潔篪要求記者繼續留在場內採訪，最終现场中方記者留下见证了大约1个半小时的开场致辞。多家媒體報道則稱，美方認為：『会谈因为中方的超时、不遵守规定，让美方不满，为公平起见也要求同等的“发言时间”，之所以不让中方补充发言，是因为如果继续补充，中方又超时，这又是另一种“不公平”。』

### 闭门会谈
除首轮会谈开场白部分外，此次会谈大部分时间闭门进行。布林肯在会后形容对话是“艰难而直接的”，他还向媒体表示，双方谈到存在根本分歧的议题，包括新疆、香港、西藏、台湾问题，以及中国在网络空间的作为。“当我们明确直接地表达这些关切时，得到了戒备的回应，这不令人意外。”布林肯也指出，双方在伊朗、朝鲜、阿富汗问题以及气候变化议题上存在利益交集，会谈中美国已经完成该做的事。杨洁篪则在中方记者会上表示，会议是“坦率的、建设性的、有益的”，但双方仍存在重要的分歧。

## 各界反应

### 官方
- 中华人民共和国：中华人民共和国外交部发言人赵立坚说，“美方一再扬言‘从实力地位出发’与中方对话，这反映出美方的傲慢和霸道”，“我们在安克雷奇不吃这一套，在天津更不会吃这一套”[23]。

- 美国：美方官員對中方代表開場發言最後變成超過一小時不滿。[24][25]美國國家安全顧問傑克·蘇利文接受MSNBC訪問時表示，楊潔篪17分鐘的開場談話是在用“那又怎么说”主义轉移焦點，過去起不了作用，現在也不會有作用[26]。

### 民间

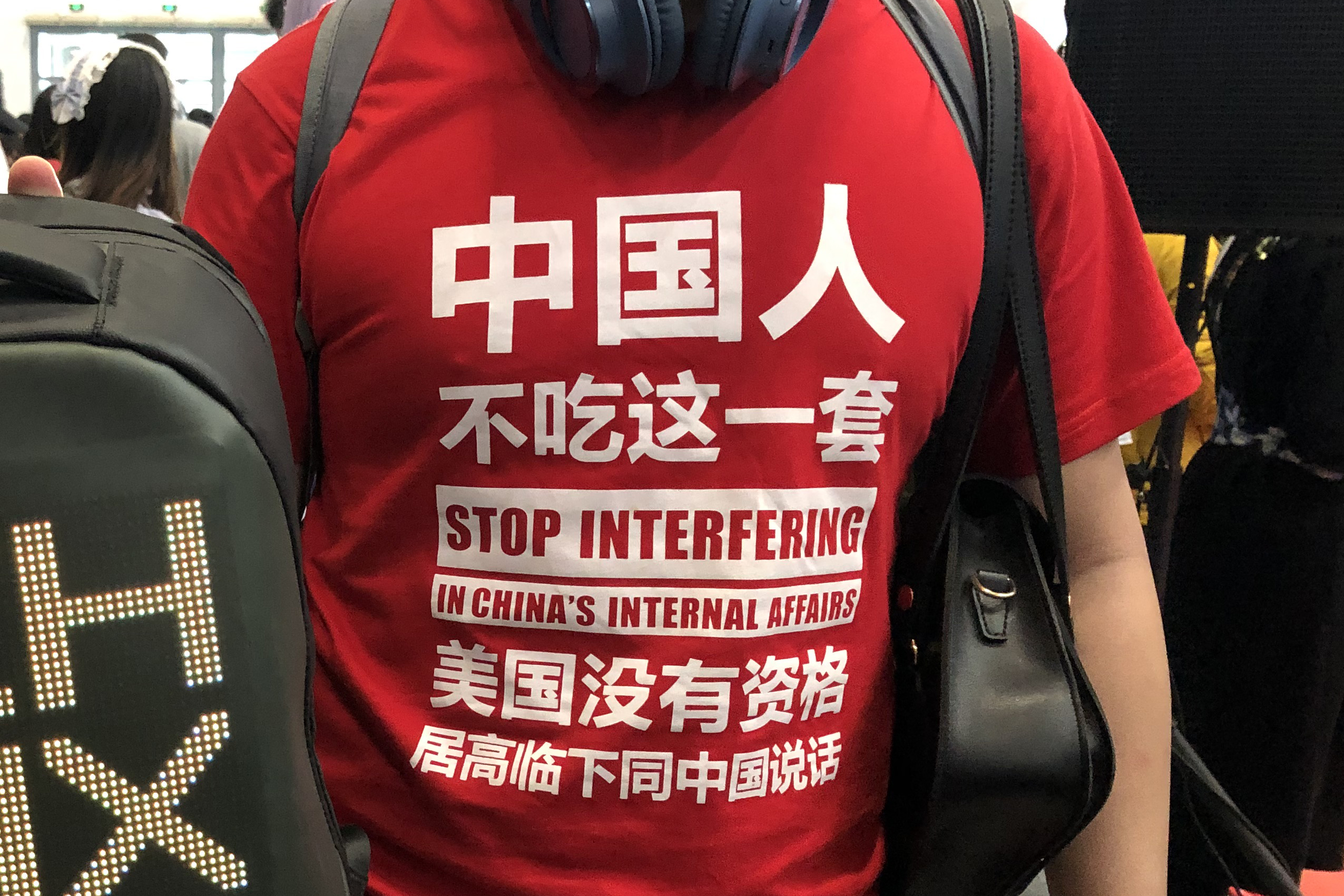
“中国人不吃这一套”文化衫

此次会谈结束后，中国大陆网络平台纷纷推出带有“中国人不吃这一套”等字样的系列周边产品，其中衣服成了最热销商品。《北京日报》报道称，这些“霸气中国说”产品必定掀起一股爱国定制新时尚。2021年4月1日中美撞机事件20周年纪念日当天，有民众在杭州安贤陵园内的“海空卫士”王伟墓前摆放了杨洁篪表态“你们没有资格在中国的面前说，你们从实力的地位出发同中国谈话”的截图，而撞机事件发生当时的中国驻美大使正是杨洁篪。
2021年3月22日，《华尔街日报》發表前總編輯吉拉德·貝克（Gerard Baker）的评论《美国的文化精英正送出列宁说的绳索》，引用前苏联共产党领袖列宁的话“资本主义卖给我们将会吊死他们的绳索”，指责美国精英提供炮弹给中共攻击美国。文章说，杨洁篪在此次会谈中以“黑人的命也是命”等为证据斥责美国的人权纪录、制度性不平等，那些理由“每一件都可以从民主党总统竞选纲领中拿到，也可以从获普利策奖报纸的故事中选出，或是从听顶尖美国大学每天讲授的学生笔记中找到”。
中华人民共和国方面的媒体则多指控，美方致开场白严重超时，对中国内外政策无理攻击指责和挑起争端。2021年4月9日，鳳凰衛視資深評論員石齊平評論，「你們沒有資格在中國的面前說，你們從實力的地位出發同中國談話」一語，對自認上帝選民、天下第一、美國優先的美國人而言「何止是振聾發聵，根本是像被搧了一個大耳光，深深刺痛了他們的神經」，相信也加劇了《紐約時報》專欄作家湯馬斯·佛里曼這樣的人對美國衰落甚至未來會輸給中國的憂慮。
2021年5月15日，台灣國際戰略學會理事長王崑義評論，美國想通過造勢向中國大陸施壓，刻意營造出一種對自己有利的氣氛再進行此次會談，但是低估了中國大陸捍衛國家核心利益的決心與底線；因此，無論是楊潔篪所說“你們沒有資格在中國面前說，你們從實力的地位出發同中國談話”、還是王毅所說“美國的這個老毛病要改一改了”，都是回擊美國此前對中國大陸的壓制，當面闡明不滿和堅定維護國家主權的立場原則。